# Rijk de Gooyer
Rijk de Gooyer, né à Utrecht le 17 décembre 1925 et mort à Amsterdam le 2 novembre 2011 , est un acteur néerlandais, également auteur et chanteur.
Au début des années 1950, il est devenu notoire dans son pays grâce au duo comique Johnny en Rijk, qu'il a formé jusqu'au début des années 1970 avec John Kraaijkamp, Sr.

## Filmographie
- 1975 : Le Vent de la violence de Ralph Nelson
- 1979 : Nosferatu, fantôme de la nuit de Werner Herzog
- 1981 : Het verboden bacchanaal de Wim Verstappen
- 1982 : V comme vengeance (A Time to Die) de Matt Cimber et Joe Tornatore : L'officier SS
- 1984 : Ciske le Filou de Guido Pieters
- 1995 : Hoogste tijd de Frans Weisz
- 1999 : Le Ballon sorcier (De bal) de Danny Deprez

## Prix et récompenses
- 1982 : Gouden Kalf pour l'ensemble de son œuvre
- 1995 : Gouden Kalf du meilleur acteur pour Hoogste tijd
- 1999 : Gouden Kalf du meilleur acteur pour Madelief, krassen in het tafelblad (nl) de Maarten Spanjer.